# Stratonike, drottning av Makedonien
Stratonike (grekiska: Στρατονίκη),  död cirka 235 f.Kr., var en drottning av Makedonien, gift med kung Demetrios II Aitolikos. 
Hon var dotter till seleukiderkungen Antiochos I och Stratonike av Syrien.  Hon gifte sig med Demetrios II Aitolikos vid okänd tidpunkt, men deras dotter föddes 250 f.Kr. 
Hennes make blev kung 239 f.Kr. Vid ungefär samma tid gifte han sig med Phthia av Epirus.  Stratonike lämnade honom i avsky över att han hade tagit ytterligare en fru och återvände till Syrien. Hon försökte utan framgång övertala sin brorson Seleukos II att gifta sig med henne och förklara krig mot hennes förre make för att hämnas den skymf han utsatt henne för. 
Under Seleukos II:s krigståg i Babylon samlade hon Antiokia i uppror mot honom. När han återvände från fälttåget, tog dock stadsborna i Antiokia avstånd från henne, och hon tvingades fly till Seleukia, där hon tillfångatogs och avrättades av honom. 
Barn
- Apama III, drottning av Bithynien